# Jacob Thuesen
Jacob Thuesen (* 25. Mai 1962 in Kopenhagen) ist ein dänischer Filmeditor und Filmregisseur.
Jacob Thuesen studierte Film an der Staatlichen Filmhochschule in Kopenhagen. Das Studium schloss er 1991 ab und begann im Bereich Filmschnitt zu arbeiten. Als Editor arbeitete er u. a. für Lars von Trier, Susanne Bier und Annette K. Olesen. Als Regisseur drehte er zunächst einen Kurzfilm und einen Dokumentarfilm, bevor er 2005 seinen ersten Spielfilm vorstellte. Für Angeklagt wurde er 2005 mit dem Europäischen Filmpreis in der Kategorie Europäische Entdeckung des Jahres ausgezeichnet. Der Film lief außerdem im Wettbewerb der Berlinale 2005.
2007 stellte er seinen zweiten Spielfilm vor. Erik Nietzsche – Die frühen Jahre entstand nach einem Drehbuch von Lars von Trier. Thuesen arbeitet außerdem als Regisseur fürs dänische Fernsehen und ist weiterhin als Editor tätig.